# El Rebelde
El Rebelde es el título de varios periódicos anarquistas de España y Argentina y del diario oficial del MIR en Chile.
En Barcelona entre 1907 y 1908 se editó como semanario bajo dirección de Leopoldo Bonafulla (seudónimo de Juan Bautista Esteve), con artículos de Lorulot, Mirbeau y José María Blázquez de Pedro. La línea editorial era opuesta al terrorismo y al sindicalismo de estilo francés. Salieron 35 números.

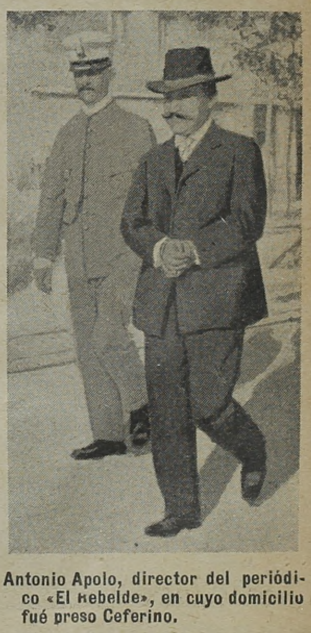
Antonio Apolo, director del periódico El Rebelde, de España.

En Madrid salió entre 1904 y 1908 como semanario, dirigido por Antonio Apolo, y colaboraciones de Julio Camba (redactor), Francisco Soler, Ricardo Mella, Josep Prat, Pío Baroja, Azorín, Blázquez, Pedro Vallina y Teresa Claramunt. Era de ideas nitzcheanas, centrado en temas literarios, aunque con contenidos obreros. También se editó en esta ciudad durante 1937.
También se editaron periódicos homónimos en Nueva York (1898, por obreros tabacaleros españoles), Granada (1901-1908, de tendencia anarcocomunista), Gijón (1903), Rosario (Argentina) (1906), Cartagena (1912), Linares (1915), Buenos Aires (1899-1902,) Bruselas (1925), París (1945), Toulouse-París (1960).